# ایتاکا (یونان)
ایتاکا (‎/ˈɪθəkə/‎; زبان یونانی: Ιθάκη, Ithakē) یک جزیره یونانی در دریای یونان و جزیره ای باستانی است. از این جزیره در ادبیاتِ یونان باستان بسیار نام برده شده‌است.

## خوانشِ بیشتر
- Tzakos, Christos I. Ithaca and Homer: The Truth, The Advocacy of the Case. Translator: Geoffrey Cox. Archived from the original on 16 May 2007. Retrieved 6 April 2015.